# Franciszek Szumiński

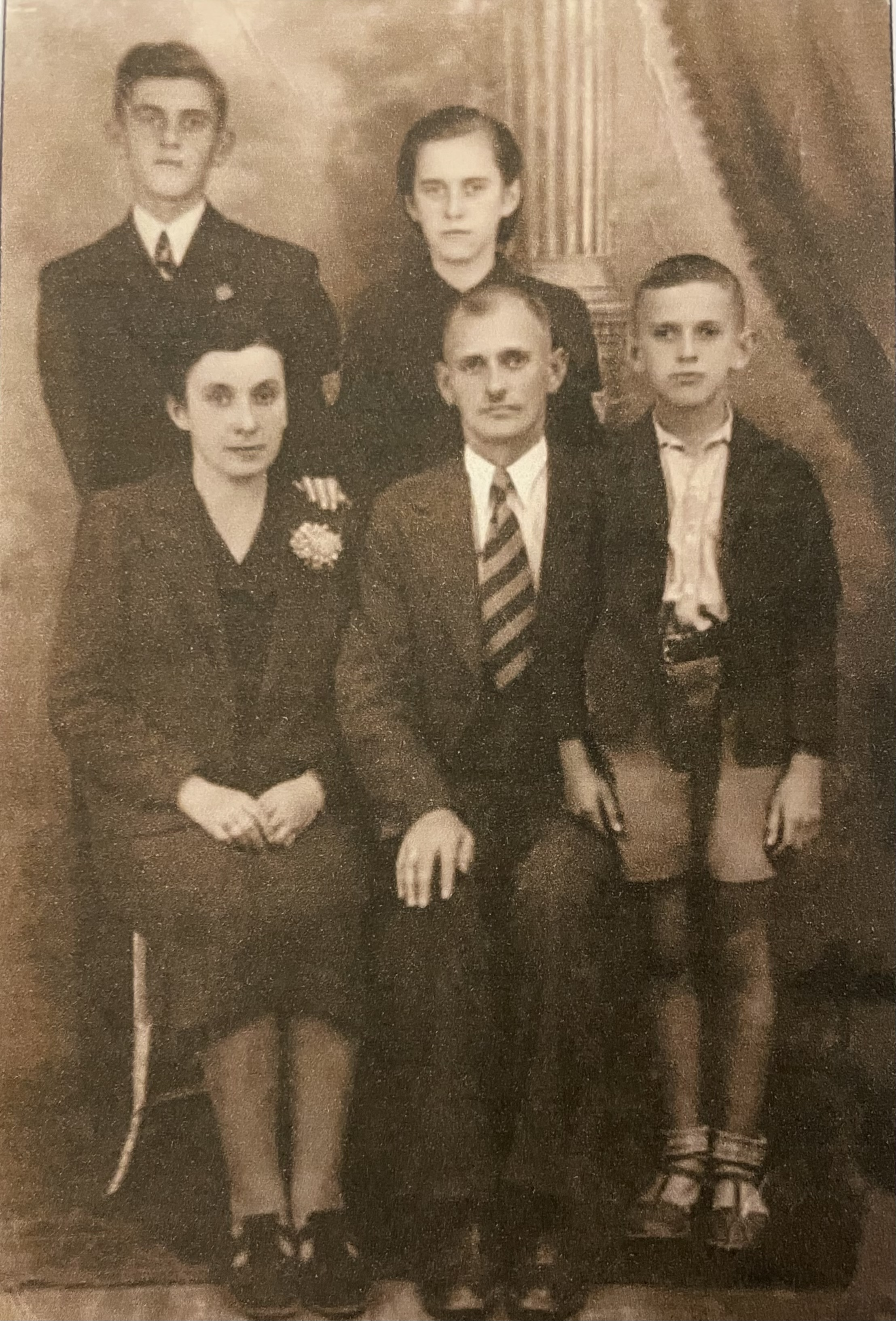
Franciszek Szumiński z rodziną, Równe 31.08.1939

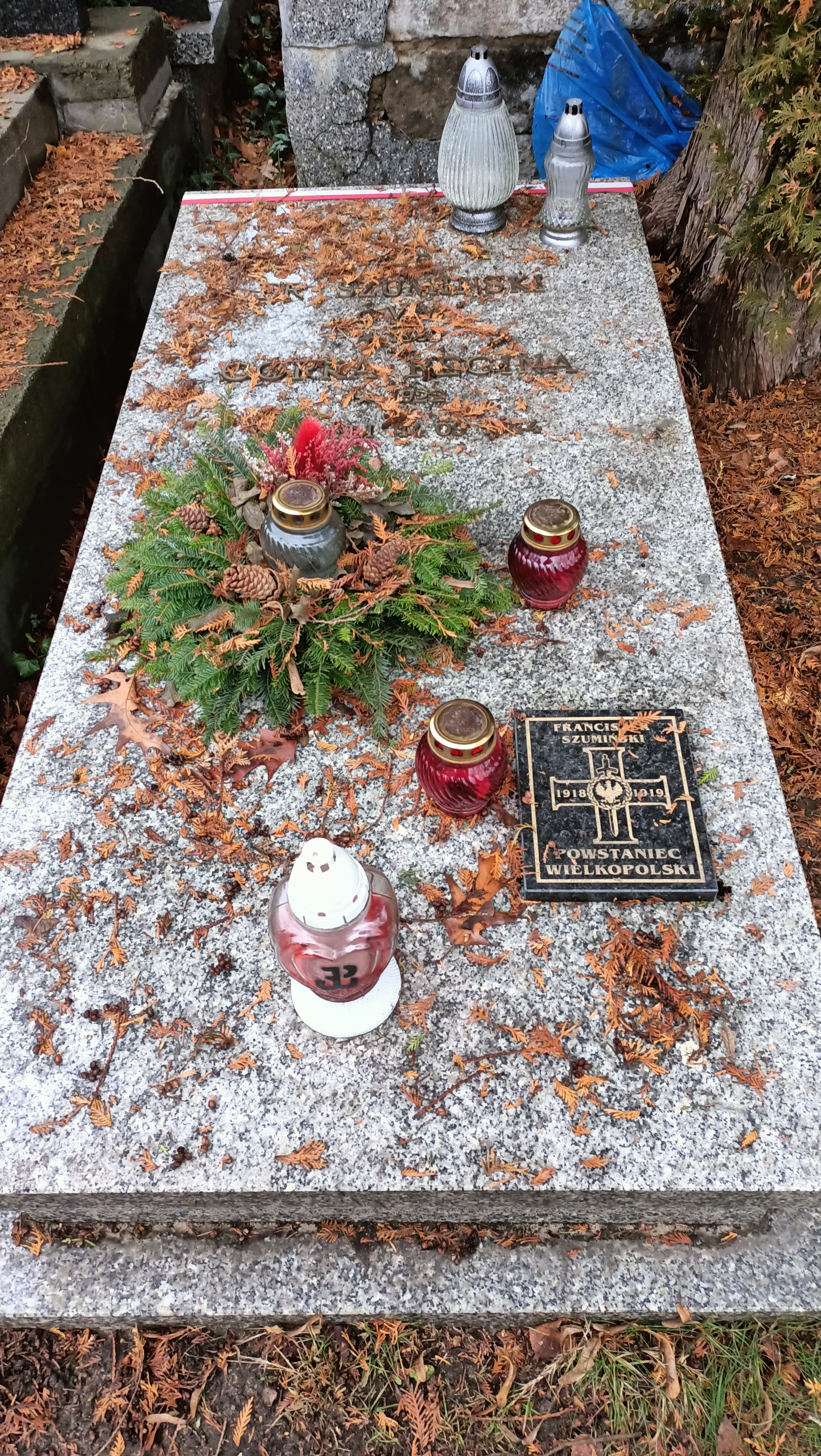
Grób Franciszka Szumińskiego na Cmentarzu Wojskowym na Powązkach

Franciszek Szumiński (ur. 1 grudnia 1889 w Opalenicy, zm. 14 września 1944 w Warszawie) – podoficer Armii Pruskiej i Wojska Polskiego, powstaniec wielkopolski, weteran wojny polsko-bolszewickie, kawaler Orderu Virtuti Militari.

## Życiorys
Urodził się w Opalenicy, w ówczesnym powiecie bukowskim rejencji poznańskiej, w rodzinie Józefa i Marii z domu Haładuda. Od 10 października 1911 do 21 września 1913 służył w armii pruskiej. W czasie I wojny światowej, jako poborowy walczył w armii pruskiej, gdzie pełnił funkcję dowódcy sekcji. Służbę pełnił od 1 sierpnia 1914 do 29 listopada 1918. W 1915 odznaczony został Krzyżem Żelaznym II klasy.
Po zakończeniu służby w armii pruskiej, dołączył do Powstania Wielkopolskiego. 28 grudnia 1918 jako ochotnik wstąpił do Kompanii Opalenickiej pod dowództwem Edmunda Klemczaka. Brał udział w walkach pod Zbąszyniem oraz pod Międzychodem, gdzie pełnił funkcję dowódcy plutonu.
10 lutego 1919 został przeniesiony jako instruktor i wykładowca do szkoły podoficerskiej piechoty przy 7 pułku strzelców wielkopolskich. 10 czerwca 1919 na własną prośbę został przeniesiony do nowo tworzącej się 6. baterii 2 pułku artylerii lekkiej wielkopolskiej, przeformowanego potem na 17 pułk artylerii polowej. Brał udział w wojnie polsko-bolszewickiej, gdzie walczył jako dowódca plutonu.
Po zakończonej wojnie jako szef-instruktor i wykładowca został przeniesiony do szkoły podoficerskiej 17 brygady artylerii. 19 listopada 1921 otrzymał awans na stopień chorążego. Za czyny szczególnego męstwa w latach 1919-1921, 19 listopada 1921, jako jeden z dziewiętnastu ze swojego pułku został odznaczony Krzyżem Srebrnym orderu wojskowego Virtuti Militari.
Po ukończonym kursie oficerskim wrócił do pułku, gdzie pełnił funkcję młodszego oficera 7 baterii 17 pap w Gnieźnie. Z dniem 30 września 1934 został przeniesiony w stan spoczynku „jako zupełnie i trwale niezdolny do służby wojskowej”.
W 1937 przeniósł się z rodziną do Równego na Wołyniu. Po wkroczeniu Sowietów w 1939 przedostał się do Warszawy, gdzie zamieszkał na ul. Hożej 9.
W 1921 ożenił się z Marią z domu Sztuder (ur. 1893), z którą miał trójkę dzieci: Reginę Bronisławę (ur. 1922), Adama Franciszka (ur. 1923) i Konrada Leonarda (ur. 1925).
Zginął w wieku 54 lat 14 września 1944 roku w swoim domu w Warszawie podczas niemieckiego bombardowania Śródmieścia w trakcie Powstania Warszawskiego. Razem z nim zginęła jego córka, Regina Szumińska, sanitariuszka powstańcza. Pochowani zostali razem na Cmentarzu Powązkowskim w Warszawie (kwatera A23 - rząd 8, grób 26).

## Ordery i odznaczenia
- Krzyż Srebrny Orderu Wojskowego Virtuti Militari nr 2161[1] – 31 maja 1921[3][4]
- Medal Pamiątkowy za Wojnę 1918–1921[1]
- Medal Dziesięciolecia Odzyskanej Niepodległości[1]